# Orlin Norris
Orlin Levance Norris (Lubbock, Texas, Estados Unidos, 4 de octubre de 1965) fue un boxeador estadounidense que fue Campeón del Mundo de los pesos crucero de la Asociación Mundial de Boxeo y que peleó durante los años 80 y 90. Es el hermano del antiguo campeón mundial Terry Norris. Como amateur logró ganar los Guantes de Oro y llegó a pelear también como peso pesado al comienzo y al final de su carrera.

## Biografía
Como amateur ganó los Guantes de Oro Nacionales. Dio el salto al profesionalismo el 16 de junio de 1986 ante Lionel Washington. En su tercer combate perdió a los puntos ante Olian Alexander aunque después acumuló una racha de doce combates sin perder para tener su primera oportunidad mundialista.
Fue ante Larry Alexander por el título NABF de los pesos pesados y ganó por decisión en doce asaltos. Defendió su título en seis ocasiones antes de caer derrotado por Bert Cooper en ocho asaltos después de lesionarse. Volvió a ganar seis combates consecutivos (uno ante Oliver McCall) y tuvo otra oportunidad por el título vacante de la NABF, el cual ganó ante Lionel Washington por nocaut en el primer asalto.
En su primera defensa perdió ante Tony Tucker y decisió bajar de categoría, hasta los pesos crucero. En su primer combate ganó el título vacante de la NABF ante Jesse Shelby por nocaut técnico en diez asaltos. Defendió su título en tres ocasiones más y peleó por el título vacante de la Asociación Mundial de Boxeo, ante Marcelo Victor Figueroa, al que ganó por nocaut técnico en seis asaltos.
Hizo cuatro defensas satisfactorias del título pero lo perdió en la siguiente ante Nate Miller por nocaut en el octavo asalto. Volvió a subir al peso pesado y ganó a Tony Tucker ante el que había perdido su título anteriormente pero perdió ante Henry Akinwande en una eliminatoria para el título WBA. Después bajó a la categoría super-crucero y ganó el título IBA pero volvió a los pesos pesados y se enfrentó a Mike Tyson aunque el combate fue nulo porque Tyson noqueó a Norris después de que sonase la campana.
En sus últimos combates perdió ante Andrew Golota, Vitali Klitschko, Brian Nielsen, Albert Sosnowski y Ola Afolabi. Empató ante Vassiliy Jirov.